# سو هیرنشاو
سو هیرنشاو (انگلیسی: Sue Hearnshaw؛ زادهٔ ۲۶ مهٔ ۱۹۶۱) اهل بریتانیا است.